# Хелмско-Люблинская епархия
Хелмско-Люблинская епархия — упразднённая римско-католическая епархия, существовавшая с 1375 по 1807 год. В 1807 году на её территории была образована архиепархия Люблина.

## История
Католическая холмская епархия возникла на территории Червенских городов, которые были предметом спора между Рюриковичами и Пястами. В первой половине XIII века Холм стал центром удельного княжества Галицко-Волынского государства, созданного Даниилом Галицким (он также создал в Холме православную епархию). В 1340—1387 годах между Польшей, Великим княжеством Литовским и Венгрией разгорелась война за галицко-волынское наследство. Земли бывших Червенских городов (часть Владимирского княжества) захватил около 1340 года Казимир III Великий. Дальнейшая борьба за Галицкую Русь и натиск Литвы заставили польского короля отдать Холмщину в ленное владение Юрию Наримунтовичу, брату ещё не рождённого Владислава Ягайла, под именем княжества Белзского. Это княжество было формальным леном одновременно и Польского королевства, и Великого княжества Литовского.